# نيكولاس ميدينا
نيكولاس ميدينا (بالإسبانية: Nicolás Rubén Medina)‏ (17 فبراير 1982 في الأرجنتين - ) هو لاعب كرة قدم أرجنتيني في مركز الوسط، شارك في الألعاب الأولمبية الصيفية 2004. وشارك مع منتخب الأرجنتين تحت 20 سنة لكرة القدم ومنتخب الأرجنتين تحت 23 سنة لكرة القدم ومنتخب الأرجنتين لكرة القدم. أما مع النوادي، فقد لعب مع أرجنتينوس جونيورز وتيرو فيديرال وجيمناسيا لابلاتا وروزاريو سنترال وريال مورسيا وسبورت وانكايو ونادي أوهيجينس ونادي سندرلاند ونادي ليغانيس ونويفا شيكاجو وتاليريس كوردوبا وClub El Porvenir ‏ وUnión Comercio ‏ وريبوسيروس دي لا بيداد ‏.

## وصلات خارجية
- نيكولاس ميدينا على موقع الاتحاد الدولي (مؤرشف)  (الإنجليزية)
- نيكولاس ميدينا على موقع إي إس بي إن إف سي (الإنجليزية)
- نيكولاس ميدينا على موقع قاعدة بيانات كرة القدم.إي يو (الإنجليزية)
- نيكولاس ميدينا على موقع ناشيونال فوتبول تيمز (الإنجليزية)
- نيكولاس ميدينا على موقع Soccerway.com (الإنجليزية)
- نيكولاس ميدينا على موقع أوليمبيديا (الإنجليزية)